# Lamberto Trezzini
Lamberto Trezzini (Vicovaro, 14 giugno 1930 – Bologna, 19 dicembre 2015) è stato un direttore teatrale e storico del teatro italiano.

## Biografia
Laureato a Roma in Giurisprudenza (in Diritto del lavoro, sull'articolo 39 "Costituzione e libertà sindacale") a 22 anni inizia a lavorare nella Biblioteca della Provincia di Roma, collaborando parallelamente con la rivista culturale “Incontri oggi” diretta da Lucio Lombardo Radice. A 24 anni firma il suo primo articolo dal titolo “A teatro il pubblico non fischia più” sul quotidiano romano Paese Sera e ne diviene critico teatrale, vice di Arnaldo Frateili. Negli stessi anni collabora con la RAI realizzando alcuni servizi per la TV.
Segretario Generale del Teatro Comunale di Bologna dal 1965 fino al 1976, ne diventa Sovrintendente ad interim nell’anno 1977, succedendo a Carlo Maria Badini nominato a sua volta Sovrintendente al Teatro alla Scala di Milano. Successivamente, dal 1979 al 1987, ricopre la carica di Sovrintendente presso il Gran Teatro La Fenice di Venezia.
Nel trentennio 1972-2002 è stato titolare della prima cattedra di "Organizzazione ed economia dello spettacolo" presso il corso di Laurea DAMS dell'Università degli Studi di Bologna, primo corso del genere in Italia, formando intere generazioni di studiosi e operatori dello spettacolo.
Ha fondato nel 1996 il corso di perfezionamento post lauream Manager per la gestione dello spettacolo promosso dal Dipartimento di Musica e Spettacolo (DAMS) dell'Università degli Studi di Bologna ricoprendone il ruolo di direttore scientifico fino al 2002, anno in cui ha fondato il Master in Imprenditoria dello Spettacolo, corso da lui diretto fino al 2008, sempre promosso dal Dipartimento di Musica e Spettacolo (DAMS) di Bologna e finalizzato alla formazione di giovani organizzatori in ambito culturale.
Dal 1990 fino ai primi anni del 2000, sempre a Bologna, è stato direttore scientifico e coordinatore del centro di promozione teatrale La Soffitta del DAMS. La Soffitta, trasferita nel 2003 dallo storico teatro in Via D’Azeglio nei nuovi spazi DamsLab della Manifattura delle Arti in Via Azzo Gardino, ha permesso al DAMS di avere uno spazio di verifica pratica, un luogo di laboratori, seminari, nonché un palcoscenico per l’innovazione dello spettacolo dal vivo.
Socio fondatore dell'associazione "Economia della cultura", membro del consiglio direttivo dell'omonima rivista edita dal Il Mulino di Bologna, ha scritto sulle principali riviste specialistiche del settore.
Dal 2004 al 2014, a Bologna, è stato Presidente della "Casa Lyda Borelli, per artisti ed operatori dello spettacolo". In tale periodo ha riorganizzato giuridicamente questo ente, divenuto Fondazione nel 2010, e ha rilanciato la vocazione culturale della suddetta Casa, valorizzandone il patrimonio librario, archivistico e fotografico attraverso l'apertura al pubblico della Biblioteca San Genesio, collocata nella ex-chiesetta omonima. Nel 2014 è stato nominato presidente onorario della suddetta Fondazione Casa Lyda Borelli.

### Incarichi ulteriori
- 1990-1995 membro del Consiglio Direttivo della Biennale di Venezia
- dal 1997 membro della Commissione consultiva per la musica del Ministero per i Beni e le Attività Culturali.
- 2003-2007 membro del Consiglio di Amministrazione del Rossini Opera Festival di Pesaro
- 2004-2013 membro della Fondazione Paolo Grassi di Milano.
- 2000-2014 membro del CDA della Fondazione Teatro Comunale ed Auditorium Provinciale di Bolzano e del comitato artistico del Teatro Stabile di Bolzano. Sempre a Bolzano è stato docente di economia della cultura presso il corso di Laurea di “Scienze della comunicazione plurilingue”.

## Attività scientifica
Negli anni sessanta, a seguito di un lungo soggiorno in Polonia, l’attività di studio e di ricerca di Lamberto Trezzini, si rivolse principalmente al teatro polacco pubblicando nel 1962 "Teatro in Polonia", opera sulla storia del teatro polacco e, a seguire nel 1969, “Teatro di Witkievitz”, uno studio su Stanisław Witkiewicz, scrittore e drammaturgo esponente dell’avanguardia degli anni venti.
A seguire l’attività di studio e di ricerca sì è concentrata principalmente su due aree: una l’economia della cultura e dello spettacolo, l’altra lo studio delle politiche culturali, delle legislazioni del teatro di prosa e del teatro di musica nell’ambito italiano ed europeo. Trezzini ha realizzato i primi studi organici e comparati in ambito europeo circa il pubblico, la spesa, le istituzioni, l’impresariato privato e pubblico.

## Opere principali
- Lamberto Trezzini e Paola Bignami, Politica & pratica dello spettacolo: rapporto sul teatro italiano, Bologna, BUP, 2004 e 2007.
- Lamberto Trezzini, Una storia della Biennale teatro, 1934-1995, Roma, Bulzoni, 1999.
- Lamberto Trezzini, Marcello Ruggieri e Angelo Curtolo, Oltre le quinte. N. 2, Idee, cultura, organizzazione delle attività musicali in Italia, Roma, Bulzoni, 1998.
- Lamberto Trezzini, Geografia del teatro. Rapporto sul teatro italiano d'oggi, Roma, Bulzoni, 1977, 1984, 1990.
- Lamberto Trezzini, a cura di, Due secoli di vita musicale. Storia del Teatro comunale di Bologna, Bologna, Cappelli, 1966, 1987.
- Lamberto Trezzini, Teatro in Polonia, Bologna, Nuova Alfa, 1962.

| Controllo di autorità | VIAF (EN) 64022900 · ISNI (EN) 0000 0000 6304 2735 · SBN CFIV039194 · LCCN (EN) n83220087 · GND (DE) 1055741976 · BNF (FR) cb12038564m (data) · J9U (EN, HE) 987007423775405171 |